# Helicosporina globulifera
Helicosporina globulifera är en svampart som beskrevs av G. Arnaud ex Rambelli 1960. Helicosporina globulifera ingår i släktet Helicosporina, divisionen sporsäcksvampar och riket svampar.   Inga underarter finns listade i Catalogue of Life.